# Giuliano Giuman
Giuliano Giuman (Perugia, 13 febbraio 1944) è un pittore e scultore italiano.
Comincia la sua carriera studiando musica, conservando però la passione per la pittura che lo porta a frequentare nel 1964 lo studio di Gerardo Dottori, futurista, padre dell'aeropittura.
Nel 1969 lascia definitivamente gli studi musicali per dedicarsi alla pittura, lavorando sia a Roma che a Bologna, dipingendo in questa fase solo in bianco e nero. La sua opera esposta più significativa di questo periodo è fenomenologia. Effettua anche sperimentazioni su fotografia e fotopittura, trasferendosi tra l'altro a Milano nel 1976.
Nel 1982 inizia un percorso di ricerca tra musica e pittura, coinvolgendo pure il vetro, che sarà d'ora in poi l'elemento caratterizzante la propria espressione artistica. Vetro come installazione in ampi spazi o come elemento per architettura d'interni.
Torna in Umbria dove dal 1984 inizia la propria collaborazione con Umbria Jazz, firmando nel 1993 il manifesto del ventennale, e numerosi  altri.
Nel 1987 la RAI gli dedica uno speciale Tabula rasa, video dedicato ai suoi lavori.
Dal 1999 al 2013, tornato a Milano, insegna all'Accademia di Brera  il  nuovo linguaggio delle vetrate.
Dal 2009 al 2012 è direttore dell'Accademia "Pietro Vannucci" di Perugia.
Molte sue opere sono visibili oltre che in Lombardia, anche in Umbria, in Liguria ed in Sicilia, in particolar modo al tribunale di Catania, alla capitaneria di porto di Savona, e soprattutto in varie basiliche del centro Italia.